# غونسالو غراسا
غونسالو غراسا هو لاعب كرة قدم برتغالي في مركز نصف الجناح، ولد في 28 مارس 1990 في فيلا دو كوندي في البرتغال. لعب مع فيتوريا سيتوبال ونادي فارزيم ونادي ليتشويس.

## وصلات خارجية
- غونسالو غراسا على موقع قاعدة بيانات كرة القدم.إي يو (الإنجليزية)
- غونسالو غراسا على موقع Soccerway.com (الإنجليزية)
- غونسالو غراسا على موقع AS.com (الإسبانية)